# シャジクモ
シャジクモ (車軸藻) (学名：Chara braunii) は、シャジクモ目に分類される藻類の1種。シャジクモ類の中では水田やため池などで最もふつうに見られる種であるが、環境省レッドリストでは絶滅危惧II類に指定されている (2019年現在)。また本種において、ゲノム塩基配列が報告されている。

## 特徴
藻体の長さは 10〜40 cm、主軸径は 0.3〜1 mm。主軸にも小枝にも皮層がなく、シャジクモ属の他の種と比較して藻体に透明感がある。主軸節部の托葉冠は1輪、小枝と互生する。托葉細胞は、乳頭状突起のものから長さ 1 mm ほどのものまである。節からは8〜11本の小枝が輪生する。各小枝は3〜4節からなり、節には苞がつく。小枝末端には複数の苞細胞が束生して冠状。
雌雄同株。生殖器官は小枝の下部の節につき、小枝基部にはつかない。造精器は生卵器の下部につき、直径 250〜320 µm。生卵器は 800〜1,100 x 400〜500 µm。らせんは10本程度見られる。卵胞子は黒く、500〜750 x 300〜450 µm。らせん縁は7〜12本。
節間部の長さ、托葉細胞や苞、卵胞子の大きさなどの特徴において個体変異が大きい。そのため、多数の種内分類群が提唱されている。ただし、日本国内の試料の調査からは、このような形態的差異と系統的差異の対応関係は見つかっていない。一方で、生態的な差異 (浅所と深所) と系統的差異の対応関係が報告されている (下記)。
主軸や小枝に皮層を欠く点でオウシャジクモ (C. corallina) やオーストラリアシャジクモ (C. australis) に類似している。ただしこれらの種は、托葉冠が未発達 (痕跡的〜欠如) であること、小枝末端に1細胞のみがついて冠状ではないこと、生卵器が小枝の基部にもつくことでシャジクモとは区別できる。

## 分布と生態
アジア、オーストラリア、南北アメリカ、アフリカと世界中に広く分布する。ただし世界各地のシャジクモの間では生殖的隔離があることが示唆されている。
日本でも北海道、本州、四国、九州、沖縄から報告されている。シャジクモ類としては、水田やため池で最もふつうに見られる種であり、また湖からも見つかる。分子系統学的研究からは、日本産のシャジクモは水田など浅い場所 (水深 15 cm 以浅) に生育するものと湖など深い場所 (水深 1 m 以深) に生育するものに遺伝的に分けられることが示されている。
環境省レッドリストでは絶滅危惧II類に指定されている (2019年現在)。

## 人間との関わり
節間細胞が巨大で皮層で覆われていないため細胞内の様子が観察しやすく、学校の理科教育において、原形質流動の観察に本種が用いられることがある。またゲノム塩基配列が決定されており (約 2 Gbp; Gbp = 十億塩基対)、特に陸上植物への進化という観点からの研究が行われている。
アクアリウムにおいて栽培されることもある。栽培は比較的容易とされるが、水質の急変には弱い。